# 暴力监狱
《超級监狱》（英語：Superjail!）是一部美国系列动画片，由Augenblick Studios制作出品。该片于2007年5月13日试播，并于2008年9月28日正式播映。《超級监狱》以其场景及叙事的超现实主义变换以及极度的视觉暴力描述为特点。该片的故事背景设定在一处及其不寻常的监狱里。

## 情节设定
《超級监狱》的大部分情节都发生在一个所谓的监狱内。该监狱的外部建在一个巨大的火山内，但其内部却有着虚幻的结构，其时间与空间都随着监狱长的异想天开而随意变换。超級监狱内的犯人数量据剧中人物Jared所说共有超过七万人，但该剧的创作者曾说过数量有“数十亿”.
《超級监狱》的每一集都遵循类似的形式。每集一开始一个名为Jackknife的犯人被暴力监狱里的机器看守Jailbot逮捕并带到监狱里。 其后大多数时候，故事会由监狱长的某个疯狂的念头引出，而一对监狱中的双胞胎每次都会参与其中，从而使得事件向更疯狂的方向发展。故事的每次高潮部分都会極其的血腥暴力，许多犯人都会以十分恐怖的方式死亡，但最后Jackknife都会逃走，然后在下一集开场中再被抓回来。

## 超級監獄管理者
- 典狱长（David Wain配音）有著非常陰暗的過去，在幼時過失殺害父親(玩積木害父親踩到積木滑倒而摔出窗外)後，繼承其監獄，是一個獨裁者,認為一般的監獄沒有用，並想讓監禁的藝術變的完美於是創造超級監獄(superjail)，很沒有自理能力,大多時間都是監獄機器在照顧他,想法大多都很幼稚,有許多正常人想不到的點子，並會在監獄裡實現，在第一季裡表示喜歡艾莉絲。
- 傑瑞德（Teddy Cohn配音）在不知情的情形下替黑手黨做事，原本要送到普通監獄,卻在半路被監獄機器抓回超級監獄，之後成為监狱里的会计师。他有一个巨大的头，并且随时都保持紧张状态，担心着监狱长会做出影响到预算的事情,他也是一个典型的跟班，赞许监狱长做出的每一个决定，但卻極不喜歡典獄長對自己的言語霸凌。第一季表示自己是個剛戒酒的酒鬼，後期會瘋狂嚼口香糖舒壓。
- 艾莉絲（Christy Karacas配音）在進入超級監獄前的工作為獄警，因為愛上男人而決定變性(生殖器未改變)，但喜歡的對象卻是同性戀因失戀而辭職，在典獄長說服之下進入超級監獄，和監獄機器擔任獄警的工作。她的身材相當強壯，有着极其低沉的嗓音，经常用暴力制服监狱里的犯人，喜歡對犯人性虐待。有個在落後地區的養子。
- 監獄機器 獄警之二，很喜歡小孩，一个墓碑形状的浮动的机器人，负责监狱中的大小事，監獄機器不会发声，但会用一块綠色的单色光的显示屏来表示情绪，故障表情會由綠轉為紅色，會開始大開殺戒。
- 医生 也可以說是瘋狂科學家，有非常浓厚的德国口音，常做一些製造怪物的危險實驗。他的實驗品是由所有超級監獄管理員的基因組合而成。
- 双胞胎（Richard Mathar配音）類似幕後工作人員，有特權，智商極高，擁有類似超能力，以及一間電腦機房。身分为外星人，以更動或搗亂典獄長的計畫為樂，有四顆乳頭。

## 主要囚犯
- 保羅和尚恩 两个持续出现在剧中的犯人。兩人原本是互相為敵的幫派雙虹幫及紫蛇幫首領，後來因為相愛而成為同志情侶，兩人經常爭吵，在不久後又會和好。
- 阿刀（Christy Karacas配音）不會說話，只會發出笑聲及叫聲，每集都會逃獄，到下集的开头做任何一件壞事，再被監獄機器抓回监狱。
- 阿灰 全身充滿被火灼傷而形成的傷疤，聲音沙啞，喜愛玩火，手可以噴射火焰，心地非常善良。
- 提米 身材肥胖，喜歡傻笑，有挖肚臍的習慣，是個有點變態的大叔。
- 魔魟 曾想佔領超級監獄，但最後失敗而成為囚犯，非常痛恨典獄長，使用千方百計叛亂，是個做事不負責任的人，有性功能障礙，養了一隻紅色的鮟鱇魚。

## 靈感來源
在一次冷硬閃（Cold Hard Flash）的訪談中，動畫原創者Christy Karacas提及超級監獄的受到下列人物或作品的啟發：Gary Panter、羅伯·克朗布（Robert Crumb）、Sally Cruikshank、瘋狂雜誌（Mad）、Vince Collins、樂一通（Looney Tunes）、Fleischer Studios、Tex Avery、Bob Clampett、School House Rock、芝麻街、癢癢鼠與抓抓貓、kids' art、Muppets、非主流藝術（outsider art）、地下漫画（underground comics）以及Pee Wee's Playhouse。